# Quatre in Toulouse
Quatre in Toulouse (QIT) ist eine Ska-Band, die 1992 im schweizerischen Bern gegründet wurde.

## Bandgeschichte
In den ersten Jahren nach ihrer Gründung 1992 spielte die Band vorrangig Coverversionen bekannter Skabands wie den Skatalites oder The Specials. In dieser Zeit beschränkte sich der Wirkungskreis auf die Umgebung von Bern. Nach der Trennung von ihrer Sängerin schlug QiT neue Wege ein und spielte verstärkt Instrumentalstücke. Nach verschiedenen Strassenauftritten und der Aufnahme einiger Songs 1997 spielte die Band in mehreren Städten in der Schweiz. 1999 wurden zum ersten Mal Songs der Band in zwei Ska-Samplern aufgenommen: in der Kompilation «Skampler 4» und in «Skala Family». Nach der Aufnahme ihrer ersten CD («Ready for Skallenium») im selben Jahr erhielt die Band die Gelegenheit, als Vorband im Programm von Gruppen wie The Busters, The Toasters oder dem New York Ska-Jazz Ensemble aufzutreten.
Im Jahr 2002 veröffentlichte die Gruppe ihr zweites Album mit dem Titel «Four Legs», an dem verschiedene Skatalites bei einem Stück mitwirken. Im Jahr 2003 folgte die Band einer Einladung zu einer Russland-Tour, welche über Moskau, Briansk und Smolensk führte. 2006 folgte die Taufe der dritten CD, genannt «3». Die CD ist das Resultat von Aufnahmen im eigenen Tonstudio.

## Musikstil
QiT treten in Konzertsälen, bei Open Airs, aber auch auf der Straße oder bei kleineren Veranstaltungen auf. Ihr Programm besteht aus Eigenkompositionen und einigen Coverversionen. Ihr eigener Musikstil speist sich aus dem reichen Fundus des Ska und ist beeinflusst von Rocksteady, Reggae und Jazz. Viel Raum gibt die Band der kompakten Bläsersektion. Die Texte der Eigenkompositionen werden grossteils in Berndeutsch gesungen, was in der Ska-Szene eher ungewöhnlich ist. Die  Musik soll das Publikum zum Tanzen animieren und Spass machen.

## Bandbesetzung
Die ursprüngliche Band mit vier Mitgliedern vergrösserte sich mittlerweile auf sieben Leute. Seit Juni 2010 spielt die Band in folgender Besetzung:
| Lorenz Wyler      | Posaune, Perkussion |
| Adrian Balmer     | Saxophon, Gesang    |
| Florian Widmer    | Trompete            |
| Peter Trachsel    | Keyboard, Handorgel |
| Haene Novell      | Gitarre, Gesang     |
| Adrian Rudin      | Bass                |
| Benjamin Reinhard | Schlagzeug          |
| Roland Wüthrich   | Perkussion          |
| Kai Uffmann       | Saxophon            |

## Diskografie

### Alben
- 1999: Ready for Skallenium
- 2002: Four Legs
- 2006: '3'
- 2016: Buchnabu
- 2023: iTZ!

### Auf Sampler
- 1999: Skampler 4 mit El Niño (Leech Rec.)
- 1999: Skala Family (Leech Rec.)